# Gabon
Gabon, uradno Gabonska republika (francosko République gabonaise), je obmorska država v zahodni Srednji Afriki, ki na severu meji na Ekvatorialno Gvinejo in Kamerun, na vzhodu in jugovzhodu na Republiko Kongo, na jugozahodu in zahodu pa na Južni Atlantski ocean.

## Zgodovina
Pred prihodom Evropejcev so ozemlje naseljevala bantujska ljudstva. Portugalski trgovci, za njimi pa še nizozemski, britanski in francoski trgovci, prispejo na to območje v 16. in 17. stoletju. Obala postane center trgovine s sužnji.
Francozi vzpostavijo protektorat s podpisom sporazumov z lokalnimi poglavarji v letih 1839 in 1841 ter se tako učvrstijo v Gabonskem zalivu. Ameriški misijonarji osnujejo misijon pri sedanjem glavnem mestu Librevillu leta 1842. Francoski raziskovalci prodrejo v notranjost v letih 1862–1887. Savorgnan de Brazza s pomočjo vodnikov razišče porečje Konga. Kolonija Gabon je leta 1910 vključena v sestav Francoske Ekvatorialne Afrike, leta 1946 pa vstopi v francosko unijo.
Gibanje za neodvisnost se razvije po 2. svetovni vojni z leta 1946 ustanovljenim Demokratskim blokom Gabona in Demokratsko in socialno zvezo Gabona dve leti kasneje. Kolonialna oblast je leta 1956 prisiljena v ustanovitev teritorialne skupščine svetovalnega značaja. Leta 1957 je ustanovljena Vlada, v kateri so zastopani domačini, vendar pod predsedništvom francoskega komisarja. Po referendumu 28. novembra 1958 in zmagi Demokratskega bloka Gabona se vzpostavi avtonomna republika Gabon v sklopu francoske skupnosti. Neodvisnost Gabona je razglašena 17. avgusta 1960.

## Upravna delitev
Gabon je upravno razdeljen na devet provinc:
- Estuaire
- Haut Ogooué
- Moyen Ogooué
- Ngounie
- Nyanga
- Ogooué-Ivindo
- Ogooué-Lolo
- Ogooué-Maritime
- Woleu Ntem